# Maria Bárbara
Maria Bárbara foi uma mulher mestiça, nascida no início do século XIX em Belém, no Pará, assim como lá também veio a falecer. Posteriormente foi reconhecida por um dos historiadores do IHGB (Instituto Histórico e Geográfico Brasileiro), Joaquim Norberto de Souza e Silva , na obra "Brasileiras célebres" , pois Maria Bárbara seria um exemplo de mulher mestiça a ser seguido, dado seu comprometimento com o casamento, o que era uma das obrigações das mulheres naquele contexto.

## Vida
Maria Bárbara tinha sua origem das camadas populares e vivia do seu trabalho de lavadeira. Sua morte gerou repercussão na sociedade em que vivia, no início do século XIX, pois foi brutalmente assassinada por um soldado que tentou violentá-la na "Fonte do Marco", na confluência das atuais ruas Quintino Bocaiúva e Serzedelo Corrêa, na cidade de Belém. Nesse contexto, Maria Bárbara ficou conhecida por escolher a morte do que a desonra, já que, preferiu honrar seu casamento do que aceitar a ser violentada pelo seu assassino. Não se sabe ao certo o dia de sua morte.
Foi uma mulher que teve sua morte evocada na literatura, pois além de Joaquim Norberto, outros também narraram sua história. Sua história narra as violências que vivenciaram as mulheres no período, além de demonstrar também as narrativas do século XIX que evocaram um ideal de mulher, como exemplo a ser seguido por outras mulheres.

## Menções
Joaquim Norberto de Souza e Silva menciona, em Brasileiras Célebres, e relaciona o nome de Maria Bárbara ao projeto assimilacionista do século XIX, que visava inserir os indígenas à sociedade imperial, mas sem suas culturas originais e sim as dos colonizadores. Nesse sentido, eram resgatadas figuras do período colonial para inspirar esses indígenas a como deveriam se portar. Maria Bárbara foi uma dessas figuras. A mulher indígena ideal para o Império era a que incorporasse a cultura lusa, abandonasse a própria e assim como as demais mulheres ideais do período, teriam de ser castas. Maria Barbara era um exemplo, uma vez que, ao ter sofrido uma tentativa de abuso por parte de um soldado, a ameríndia resistiu, o que naquele período foi visto com grande relevância, indicando que Maria Bárbara lutou por sua honra.